# Сигнал Идуна парк
Сигнал Идуна парк је фудбалски стадион у Дортмунду. УЕФА је овом стадиону доделила 5 звездица и прогласила га за најбољи стадион Немачке. Домаћин стадиона је фудбалски клуб Борусија Дортмунд, члан Бундеслиге. Стадион је изграђен за Светско првенство у фудбалу 1974., где је био један од десет стадиона домаћина првенства.

## Положај
Стадион се налази у Немачкој, у граду Дортмунд у Северној Рајној-Вестфалији. У близини стадиона налазе се велики немачки градови: Келн (са међународним аеродромом), Бохум, Есен и Гелзенкирхен. Стадион је доступан преко различитих путева. Прва варијанта је: Аутобус број 450 градског превоза који вози до стадиона или друга варијанта је У-воз са линијама У45 и У46 до станице Westfalenhallen. Путници са колима могу стићи преко излаз ауто-пута из севера са А 1 (до раскрснице Дортмунд/Уна), са истока А 2 (Излаз Дортмунд-Нордост), са југа преко А 45 (Излаз Дортминд-југ) и са запада преко А 40.

## Историја
Стадион вестфален (по имену покрајине у којој се Дортмунд налази) изграђен је у склопу припрема за Светско првенство 1974. године, које је одржано у тадашњој Западној Немачкој. Дортмунд је организацију добио када је одустао Келн, а стадион је изграђен за 32 милиона марака, половину првобитне планиране цене.
Капацитет од 54 хиљаде гледалаца (17 седење, 37 стајање) задовољио је потребе Светског првенства (четири меча), али и клуба, који је пролазио кроз једине четири друголигашке сезоне у послератној историји. По повратку у Бунделсиги навијачи су могли да се похвале једним од најлепших стадиона у лиги, који је имао 80% покривених места, необично много за то време.
Промене су стигле са новим прописима УЕФА, на почетку 90-их. Капацитет је најпре пао на 42.500, али су дограђене бочне трибине до старог капацитета (сада 38.500 седишта), а дограђивање је настављено, па Јужна трибина сада прима 25 хиљада људи, највише од свих трибина за стајање у Европи.
Константни развој донео је попуњавање углова, који су три деценије делили трибине, па сада Сигнал Идуна Парк има 67 хиљада места за седење (у међународним утакмицама) и чак 82.932 када је дозвољено стајање.
Од 2005. до 2017. Борусија ће отплаћивати рате, чиме ће поново постати власник стадиона, продатог почетком овог века. Да би се извукао из кризе, клуб је у децембру 2005. прихватио да промени име стадиона, па ће се он до 2021. звати Сигна Идуна Парк, по осигуравајућем друштву који је спонзор.

## Стадион мења име
Од 1. децембра 2005. се зове стадион Сигнал Идуна Парк по имену немачке осигуравајуће куће Сигнал Идуна, које има седиште у Дортмунду. Раније се звао Стадион Вестфалије. Сигнал Идуна има право за име стадиона до краја фудбалске сезоне бундеслиге 2010/2011.
Средином децембра 2006. године, Савезна железница Немачке мења име њене железничке станице Westfalenhalle у Сигнал Идуна парк.

## Светско првенство у фудбалу 2006.
У току светског првенства у фудбалу 2006. на овом стадиону одиграно је шест утакмица. Четири утакмице у групама, једна утакмица осмине финала и једна полуфинала. Службено име стадиона у току првенства је било ФИФА СП-стадион Дортмунд.
Следеће утакмице су се одиграле на овом стадиону:
| датум         | време | тим #1            | резултат | тим #2     | круг          | гледалаца |
| ------------- | ----- | ----------------- | -------- | ---------- | ------------- | --------- |
| 10. јун 2006. | 18.00 | Тринидад и Тобаго | 0-0      | Шведска    | Група Б       | 62,959    |
| 14. јун 2006. | 21.00 | Немачка           | 1-0      | Пољска     | Група А       | 65,000    |
| 19. јун 2006. | 15.00 | Того              | 0-2      | Швајцарска | Група Г       | 65,000    |
| 22. јун 2006. | 21.00 | Јапан             | 1-4      | Бразил     | Група Ф       | 65,000    |
| 27. јун 2006. | 17.00 | Бразил            | 3-0      | Гана       | Осмина финале | 65,000    |
| 1. јул 2006.  | 21.00 | Немачка           | 0-2      | Италија    | Полуфинале    | 65,000    |